# یواس‌اس اوپهام (ای‌پی‌دی-۹۹)
یواس‌اس اوپهام (ای‌پی‌دی-۹۹) (به انگلیسی: USS Upham (APD-99)) یک کشتی است که طول آن ۳۰۶ فوت (۹۳ متر) می‌باشد. این کشتی در سال ۱۹۴۴ ساخته شد.